# Westonaria
Westonaria – miasto w Południowej Afryce, w prowincji Gauteng, w dystrykcie West Rand, w gminie Rand West City.

## Położenie
Westonaria położona jest w północnej części kraju, 40 km w linii prostej od Johannesburga oraz 80 km od Pretorii, stolicy państwa. 

## Demografia
Liczba ludności wynosi 10 259 mieszkańców, zaś liczba gospodarstw domowych – 3041. 50,06% populacji stanowią mężczyźni. Najpopularniejszym językiem w mieście pod względem liczby użytkowników jest afrikaans, którym, jako językiem głównym, posługuje się 28,8% ogólnej liczby mieszkańców. Na dalszych miejscach w tym zestawieniu plasują się m.in. xhosa i sotho.